# ماركوس روست
ماركوس روست (بالألمانية: Markus Rost)‏ هو رياضياتي ألماني، ولد في 1958 في نورنبرغ في ألمانيا.